# إيكاتيرينا بودكوباييفا
إيكاتيرينا إلييخنا بودكوباييفا (الروسية: Екатерина Подкопаева) هي عداءة مسافات متوسطة روسية ولدت في يوم 11 يونيو 1952 في مدينة موسكو في روسيا، إختصت بمسافات 400 و1500 متر وأبرز إنجازاتها هو فوزها بالميدالية البرونزية في بطولة العالم لألعاب القوى 1983 في سباقي 800 و1500 متر ومن إنجازاتها الأخرى هو فوزها بالميدالية الذهبية في بطولة أوروبا لألعاب القوى داخل الصالات 1992 في جنوا وبميدالية ذهبية أخرى في بطولة العالم لألعاب القوى داخل الصالات 1993 في تورنتو في كندا وبميدالية ذهبية أخرى في بطولة العالم لألعاب القوى داخل الصالات 1997 في باريس عاصمة فرنسا، أفضل رقم شخصي لها هو 4:02.03 وألذي سجلته في دورة الألعاب الأولمبية الصيفية 1992 في برشلونة في إسبانيا.

## روابط خارجية
- إيكاتيرينا بودكوباييفا على موقع الاتحاد الدولي لألعاب القوى (الإنجليزية)
- إيكاتيرينا بودكوباييفا على موقع اللجنة الأولمبية الدولية (الإنجليزية)
- إيكاتيرينا بودكوباييفا على موقع أوليمبيديا (الإنجليزية)